# Adonxs
Adonxs, właśc. Adam Pavlovčin (ur. 13 września 1995 w Myjavie) – słowacki piosenkarz, model i tancerz. Reprezentant Czech w 69. Konkursie Piosenki Eurowizji (2025).

## Życiorys
Pavlovčin urodził się w Myjavie, lecz wychowywał się w Senicy na Słowacji. Jest synem artystki wizualnej Moniki Labo, a jego ojczym Marián Sabo jest ratownikiem medycznym. W wieku piętnastu lat przeprowadził się do Bratysławy gdzie ukończył gimnazjum dwujęzyczne im. C.S. Lewisa. Uczęszczał również na zajęcia z aktorstwa w teatrze Nová scéna. W wieku szesnastu lat podpisał kontrakt z agencją modelingową.
W 2018 ukończył studia muzyczne na londyńskiej uczelni BIMM.

## Kariera
W latach 2015–2020 był członkiem zespołu muzycznego Pace, z którym w 2018 wydał minialbum zatytułowany Keeper. W 2021 rozpoczął karierę solową oraz zwyciężył talent show Superstar, co przyniosło mu szerszą popularność. W 2022 zajął drugie miejsce w programie Tvoja tvár znie povedome. 20 maja 2022 wydał swój debiutancki singel  jako solista „Moving On”. W listopadzie tego samego roku wydał swój drugi album studyjny Age of Adonxs.
13 sierpnia 2023 wystąpił podczas festiwalu muzycznego Sziget w Budapeszcie. W 2024 był nominowany do nagrody Krištáľové krídlo w kategorii muzyka pop.
11 grudnia 2024 został wybrany wewnętrznie przez czeskiego nadawcę Česká televize (ČT) do reprezentowania Czech w Konkursie Piosenki Eurowizji 2025 w Bazylei. 31 stycznia 2025 ujawniono tytuł konkursowego utworu „Kiss Kiss Goodbye”, a jego premiera miała miejsce 7 marca. 15 maja wystąpił w drugim półfinale, jednak nie zakwalifikował się do finału.

## Dyskografia

### Albumy
| Rok                                                     | Dane dot. albumu | Najwyższa pozycja na liście |
| Rok                                                     | Dane dot. albumu | SVK                         |
| ------------------------------------------------------- | --- | --------------------------- |
| 2018                                                    | Keeper - Wydany: 31 stycznia 2018 - Wytwórnia: AIC - Format: CD, digital download, streaming                         | –                           |
| 2021                                                    | SuperStar 2021 - Wydany: 14 stycznia 2021 - Wytwórnia: Warner Music Group - Formaty: CD, digital download, streaming | –                           |
| 2022                                                    | Age of Adonxs - Wydany: 11 listopada 2022 - Wytwórnia: Warner Music Group - Formaty: CD, digital download, streaming | 88                          |
| „–” oznacza, że album nie był notowany na danej liście. | |                             |

### Single
| Rok                                                      | Tytuł                 | Najwyższe pozycje na listach | Najwyższe pozycje na listach | Najwyższe pozycje na listach | Album         |
| Rok                                                      | Tytuł                 | SVK Air.                     | CZE Air.                     | LTU                          | Album         |
| -------------------------------------------------------- | --------------------- | ---------------------------- | ---------------------------- | ---------------------------- | ------------- |
| 2019                                                     | „Hunt Me Down”        | –                            | –                            | –                            | –             |
| 2020                                                     | „Fallen”              | –                            | –                            | –                            | –             |
| 2022                                                     | „Moving On”           | 31                           | 15                           | –                            | Age of Adonxs |
| 2022                                                     | „Game”                | 9                            | 74                           | –                            | Age of Adonxs |
| 2022                                                     | „Cold Summer”         | –                            | –                            | –                            | Age of Adonxs |
| 2023                                                     | „No Common Measure”   | 37                           | 20                           | –                            | –             |
| 2023                                                     | „Overthinkr”          | –                            | –                            | –                            | Age of Adonxs |
| 2024                                                     | „Sám”                 | 28                           | –                            | –                            | –             |
| 2024                                                     | „Intergalactic Rodeo” | –                            | –                            | –                            | –             |
| 2025                                                     | „Kiss Kiss Goodbye”   | 37                           | –                            | 92                           | –             |
| „–” oznacza, że singel nie był notowany na danej liście. |                       |                              |                              |                              |               |